# دنیای خیالی (فنون پیرنگ)
دنیاهای رؤیایی (که به آن قلمروهای رؤیایی، قلمروهای وهمی یا منظره رؤیایی نیز گفته می‌شود) روشی است که معمولاً در آثار تخیلی مورد استفاده قرار می‌گیرد، به ویژه در داستان‌های علمی تخیلی و فانتزی. غرق شدن در دنیای خیالی شرایطی را فراهم می‌کند که در آن یک شخصیت (یا گروهی از شخصیت‌ها) در محیطی عجیب و غیرمنتظره قرار می‌گیرد و برای خروج از آن باید با چالش‌های شخصی متعددی روبرو شود و بر آن‌ها غلبه کند. دنیای رؤیایی همچنین معمولاً برای آموزش برخی از درس‌های اخلاقی یا مذهبی برای پیشبرد داستان شخصیتی که آن را تجربه می‌کند استفاده دارد.
به گفته جی آر آر تالکین، دنیاهای رؤیایی در تضاد با دنیاهای فانتزی هستند که در آن جهان مستقل از شخصیت‌های موجود در آن وجود دارد. با این حال، نویسندگان دیگر از فرایند رؤیا به عنوان راهی برای دستیابی به جهانی استفاده کرده‌اند که در چارچوب داستان، به اندازه واقعیت فیزیکی، ثبات و تداوم دارد.